# De Æoliske Øer
De Æoliske øer også kaldet de Lipariske øer (italiensk: Isole Eolie el. Isole Lipari ), er en ø-gruppe af vulkansk oprindelse i det Tyrrenske Hav. Ø-gruppen, der hører under provinsen Messina på Siciliens nordkyst, er opkaldt efter vindenes gud; Aeolus (romersk mytologi). Øerne er en populær turistdestination om sommeren, og tiltrækker op mod 200.000 besøgende om året.
Tilsammen bor der i alt ca. 12.000 indbyggere, på de syv beboede øer, hvoraf hovedparten bor på den største ø Lipari. De andre beboede øer er; Alicudi, Filicudi, Panarea, Salina, Stromboli og Vulcano. Dertil kommer en række mindre ubeboede øer. Øerne har færgeforbindelse til Milazzo på Siciliens nordkyst. Om sommeren er der endvidere forbindelse til Palermo og Napoli.

## Geografi
De Æoliske øer ligger mellem 30 km og 80 km fra Siciliens nordkyst. Lipari er med et areal på 37,5 km2 den største af øerne, efterfulgt af Salina (26,8 km²), Vulcano (21,2 km²), Stromboli (12,6 km²), Filicudi (9,5 km²), Alicudi (5,2 km²) og Panarea (3,4 km²). Ø-gruppens højeste punkt er Monte Fossa delle Felci på Salina, der rejser sig 962 m over havet.

### Geologi
Øernes nuværende udseende er et resultat af vulkansk aktivitet gennem mere end 260.000 år, hvor øerne langsomt er dukket op fra havet. De er en del af en vulkansk ø-bue der strækker sig fra Vesuv på det italienske fastland til Etna på Sicilien. Øerne er dannet i tre faser. I 1. fase dannedes først Filicudi efterfulgt af Panarea, Salina og dele af Lipari og til sidst Alicudi. I 2. fase udbyggedes disse øer. Og i 3. fase dannedes Vulcano og Stromboli. Ø-buer dannes normalt over en subduktionszone, og her er det den Afrikanske Plade der, pga. kontinetalbevægelser, dykker ned under den lille Apuliske/Adriatiske Plade.
Det er kun Stromboli der stadig er en aktiv vulkan (og europas eneste permanent aktive), mens Vulcano er en slumrende vulkan. Derudover findes der fumaroler og varme svovlkilder på Lipari, samt en sovende vulkan der ikke har haft nogle udbrud de sidste 1300 år. 
På alle øerne er der store forekomster af svovl, pimpsten og det yderst finkornede kaolin (porcelænsler).

### Klima
Øerne har subtropisk-/middelhavsklima. Gennemsnitstemperaturen langs kysterne ligger i januar på 13°C, i maj og oktober på 20°C, i juli på 28°C. I bjergene er det ca. 10° køligere. Vandtemperaturen svinger mellem 15° om vinteren til 26° om sommeren. Der falder i gennemsnit 600mm nedbør om året, heraf ⅔ i efterårs- og vintermånederne. Blandt de fremherskende vinde hører den kølige Mistral fra nordvest og den tøre varme Scirocco fra sydøst.

## Forvaltning
De syv øer udgør tilsammen kommunen Lipari, der hører under provinsen Messina.

## Verdensarv
I år 2000 blev øerne optaget på UNESCO's Verdensarvsliste på grund af deres enestående geologiske forhold.